# Chiesa dell'Ascensione di Gesù (Skopje)
La chiesa dell'Ascensione di Gesù (in macedone Црква „Св. Спас“?) è una chiesa ortodossa macedone di Skopje, capitale della Macedonia del Nord. Si trova nello storico quartiere del vecchio bazar, a poche decine di metri dalla fortezza.

## Storia e descrizione
Il precedente edificio andò completamente distrutto in occasione dell'incendio del 1689, mentre la chiesa attuale fu costruita tra la fine del XVII e l'inizio del XVIII secolo. Nel XIX secolo la chiesa fu oggetto di un pesante restauro che le conferì l'aspetto attuale. Nel 1824 venne collocato all'interno un iconostasi, realizzata con il contributo delle maestranze artigiane del bazar. Durante la dominazione ottomana venne posta sotto la giurisdizione della chiesa ortodossa greca fino al 1874, anno in cui la popolazione cristiana decise il passaggio sotto la chiesa ortodossa bulgara. Nel 1900 la chiesa tornò sotto il controllo greco.
All'interno della chiesa si trova la tomba del rivoluzionario macedone Goce Delčev.